# Genaro Estrada
Genaro Estrada Félix (Mazatlán, 2 giugno 1887 – Città del Messico, 29 settembre 1937) è stato un politico, diplomatico e scrittore messicano.

## Biografia
Da giovane iniziò a lavorare come giornalista, per poi trasferirsi a Città del Messico nel 1912, dove divenne professore alla Escuela Nacional Preparatoria ed entrò in contatto con la vita politica e culturale della capitale messicana. Successivamente insegnò nella Università nazionale autonoma del Messico, fu uno dei membri fondatori della Academia Mexicana de la Historia e compose diverse opere letterarie di carattere satirico e politico.
Nel 1924 venne nominato sottosegretario al Ministero degli Esteri del Messico, ricoprendo poi la titolarità del dicastero tra il 1927 e il 1932. Durante questo periodo elaborò la cosiddetta dottrina Estrada (che presentò per la prima volta alla Società delle Nazioni il 27 settembre 1930), secondo la quale uno Stato non dovrebbe giudicare né in senso positivo né in senso negativo i governi degli Stati esteri, basandosi sui principi di non-interventismo, risoluzione pacifica dei conflitti ed autodeterminazione dei popoli; in tal senso, la dottrina Estrada si contrappose alla coeva dottrina Stimson proposta da Henry L. Stimson.
Agli inizi degli anni 1930 fu ambasciatore per il Messico in Spagna, Portogallo e Turchia.

## Opere
- Nuevos poetas mexicanos (1916)
- Lírica mexicana (1919)
- Visionario de la Nueva España (1921)
- Bibliografía de Amado Nervo (1925)
- Pero Galín (1926)
- Genio y figura de Picasso (1935)
- Escalera (1929)
- Paso a nivel (1933)